# Conservatoire national des plantes à parfum, médicinales, aromatiques et industrielles
 (juin 2017).
Le Conservatoire national des plantes à parfum, médicinales, aromatiques et industrielles (CNPMAI) est une association loi de 1901 à but non lucratif, créée en 1987 par des professionnels de l’industrie des plantes aromatiques et médicinales (ou PAM). 
L'association possède des jardins et un musée ouverts au public. Le Conservatoire se situe route de Nemours, Milly-la-Forêt, Essonne, Île-de-France, France.
Le Conservatoire national des plantes à parfum, médicinales et aromatiques a pour but de :
- conserver les plantes utiles française ;
- produire ces plantes pour les professionnels et le public (travail de pépiniériste) ;
- présenter ces plantes au public.

Le Conservatoire est ouvert au public d'avril à septembre, du mardi au dimanche et jours fériés. Il est aussi accessible en octobre, les week-ends uniquement. Les visiteurs doivent s'acquitter d'un droit d'entrée.

## Histoire
La culture de plantes médicinales à Milly-la-Forêt remonterait à la fin du Moyen Âge.
Dès la première moitié du XIXe siècle, on retrouve des actes officiels qui font mention de cultures, notamment de guimauve et de mauve.
En 1940, les cultivateurs de plantes médicinales et aromatiques créent une coopérative. En 1885, M. Armand Darbonne s'installe en tant que maraîcher à Milly-la-Forêt. Le séchoir de la Madeleine, encore visible au Conservatoire, est construit en 1890 : c'est, à l'époque, le plus grand de la région[réf. nécessaire]. Entre 1850 et 1950, plus de 100 producteurs de plantes médicinales étaient présents dans la région. Ainsi, au XXe siècle, Milly-la-Forêt est réputée pour sa production de plantes médicinales et aromatiques, en particulier la menthe poivrée de Milly.
À cette période est créé l'Institut technique interprofessionnel des plantes à parfum, médicinales, aromatiques et industrielles.
L’ITEIPMAI se situait alors à la fois à Milly-la-Forêt, et à Chemillé en Maine-et-Loire (Anjou). En 1987, l'ITEIPMAI déménage complètement à Chemillé, qui est maintenant le principal pôle de production des plantes médicinales en France. En déménageant, cet institut laissait les collections et les missions de conservation. Sur la demande des producteurs, le Conservatoire national des plantes à parfum, médicinales et aromatiques est alors créé pour prendre la suite à Milly-la-Forêt.
Aujourd'hui encore, à Milly-la-Forêt, l'entreprise familiale Darbonne-Darégal, créée en 1887, produit de façon industrielle des herbes aromatiques surgelées.

## Attractions du Conservatoire
Le CNPMAI comprend une partie accessibles aux visiteurs. Cela fait partie de sa mission touristique d'éducation et de sensibilisation.
La partie visitable du Conservatoire comprend :
- un jardin botanique nommé Grande Collection, avec des plantes classées soit par origine géographique, soit par utilité (plantes médicinales, tinctoriales, aromatiques, textiles, etc.) ;
- un jardin réservé aux plantes rares et menacées ;
- un espace muséographique, au sein d'un ancien séchoir, qui propose un parcours audioguidé sensoriel et ludique ;
- un arboretum ;
- une prairie permanente naturelle, peu entretenue afin de laisser s'exprimer une biodiversité spontanée ;
- deux petites mares, pour abriter des espèces inféodées aux zones humides.

Le séchoir de la Madeleine est conservé au CNPMAI au sein de l'espace muséographique.
Les visiteurs ont aussi accès à une pépinière de vente de plants. La pépinière propose des espèces de plantes utilitaires (médicinales, aromatiques, tinctoriales, etc.). Le Conservatoire comprend aussi une serre tropicale mais, à partir de 2016 et pour une durée inconnue, celle-ci est fermée au public pour des raisons de sécurité.

## Production de plants et de semences
Le CNPMAI a aussi pour mission de proposer des plants et semences aux producteurs de plantes aromatiques, médicinales et à parfum (PPAM) français. Les particuliers, jardins et espaces verts, peuvent aussi commander ce matériel végétal.
Le Conservatoire propose ainsi environ 600 espèces en semences, et 900 espèces en plants. Les semences et plants sont produits en agriculture biologique depuis 2002.

## Espèces végétales présentées
Le Conservatoire possède près de 2 000 espèces et variétés de plantes, réparties en pépinières, cultures, ou encore conservées en chambre froide et congélateur sous forme de semences. Les visiteurs peuvent admirer plus de 500 espèces, présentées dans les jardins. Toutes les plantes du Conservatoire sont cultivées en agriculture biologique.
Quelques-unes des espèces présentées :

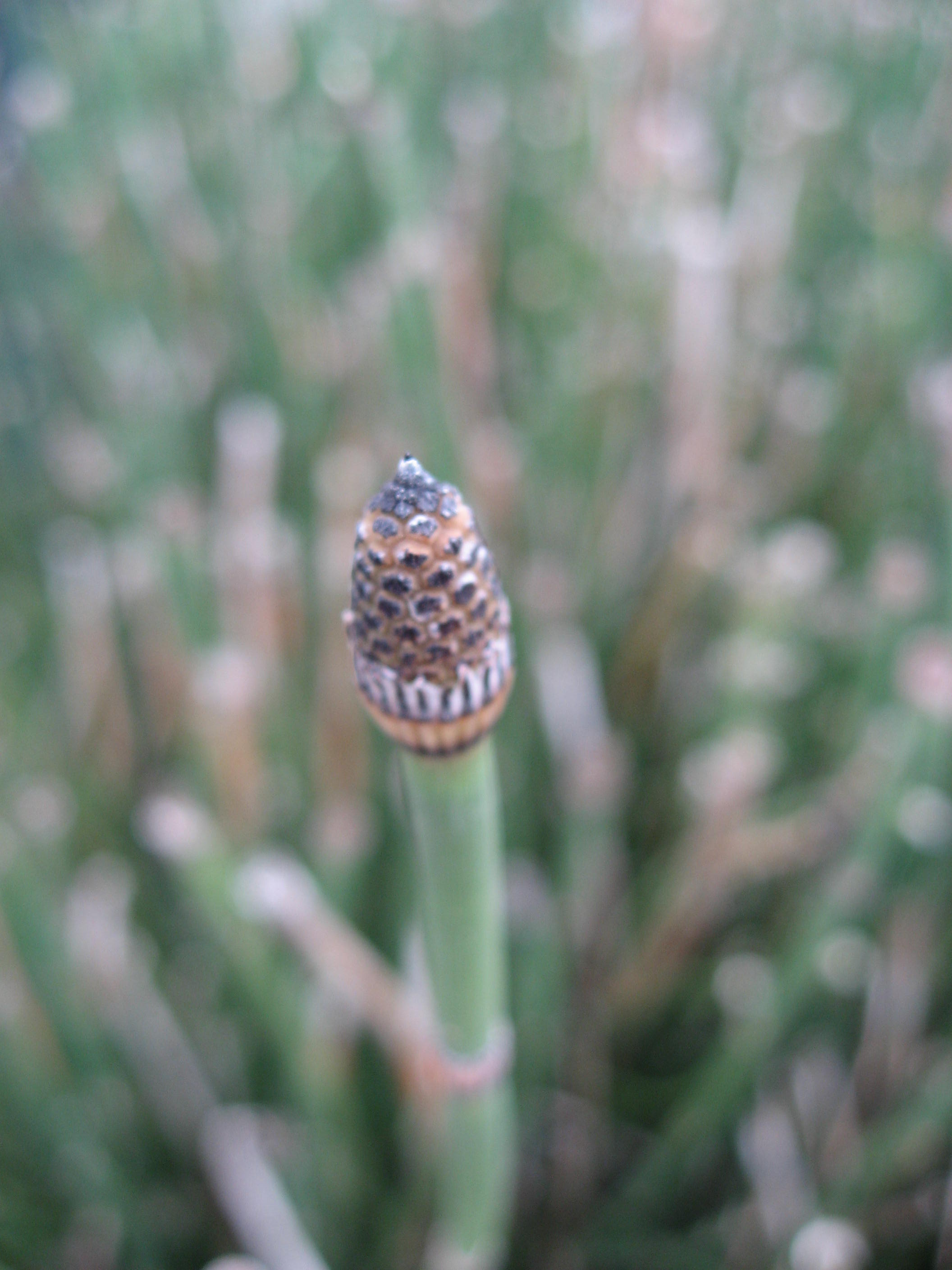
Prêle d'hiver (Equisetum hyemale)
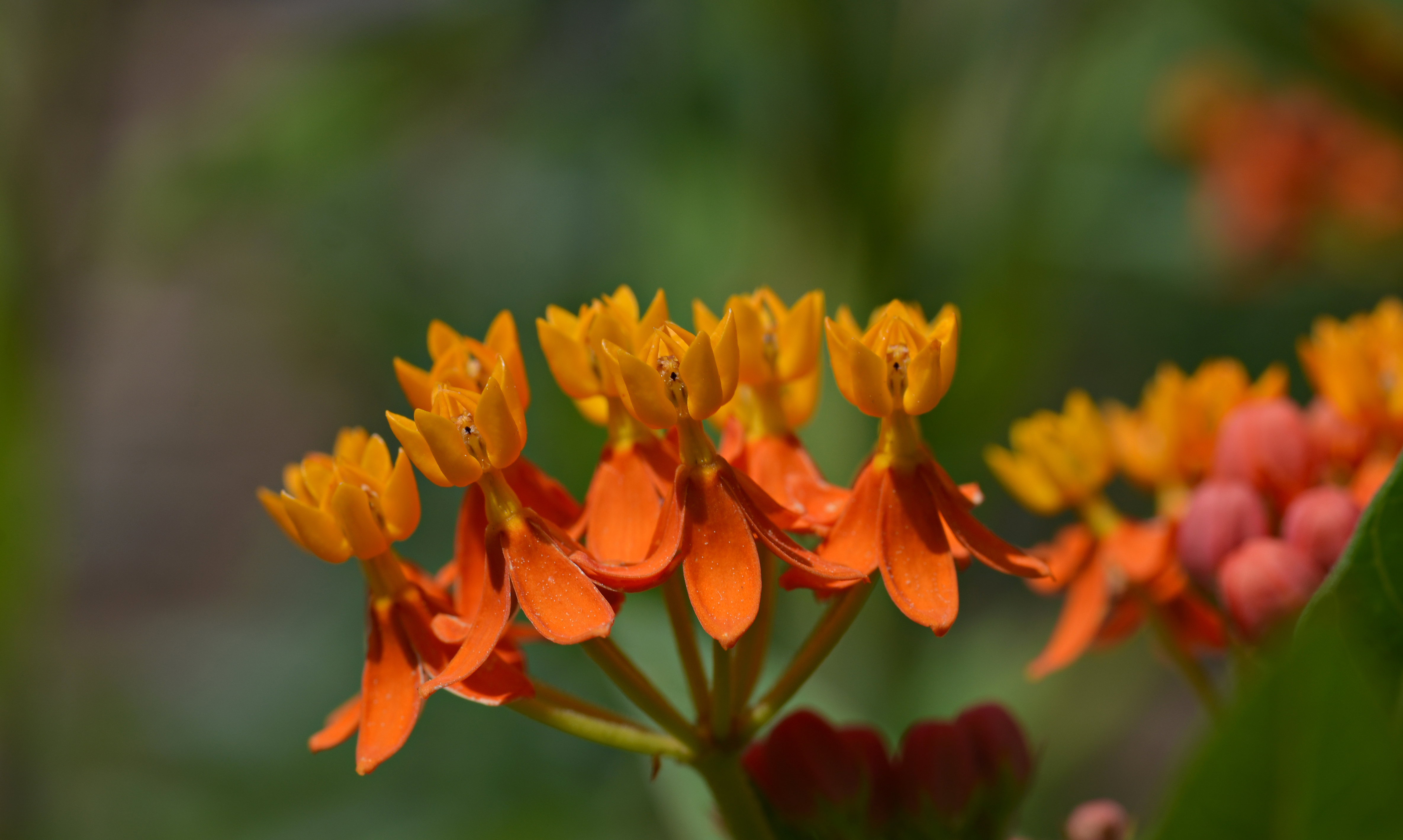
Asclépiade tubéreuse (Asclepias tuberosa)
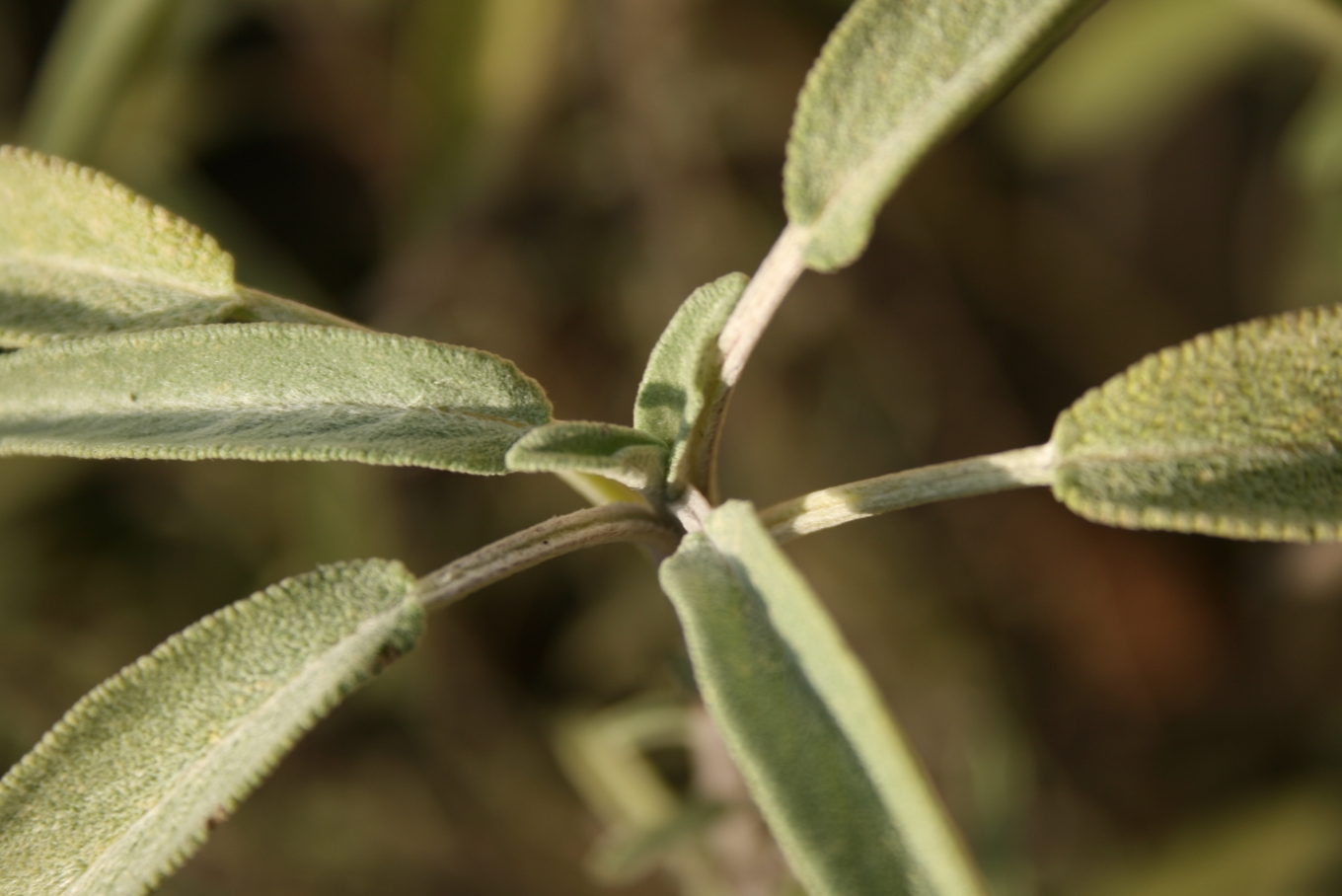
Sauge officinale (Salvia officinalis)
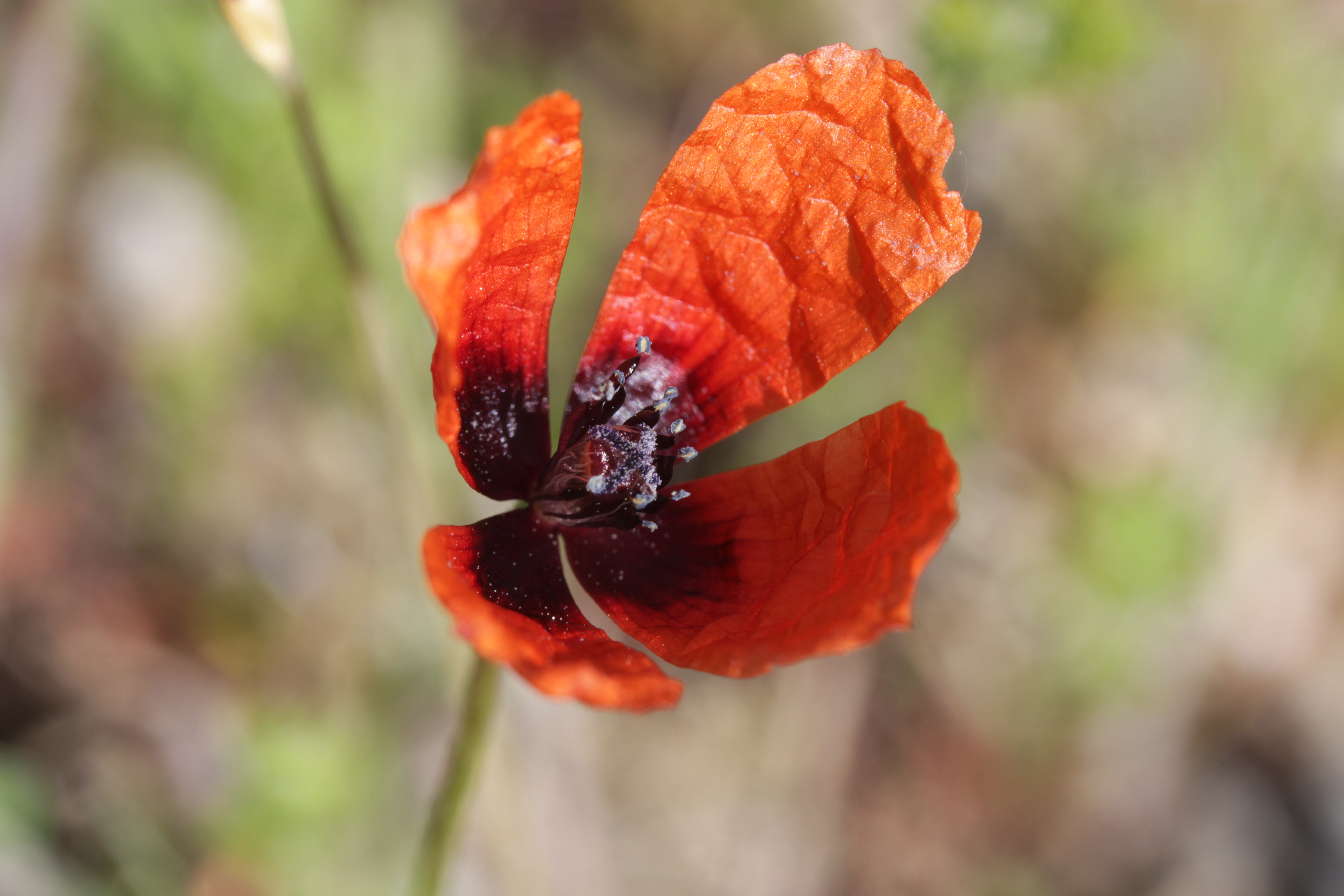
Pavot argémone (Papaver argemone)
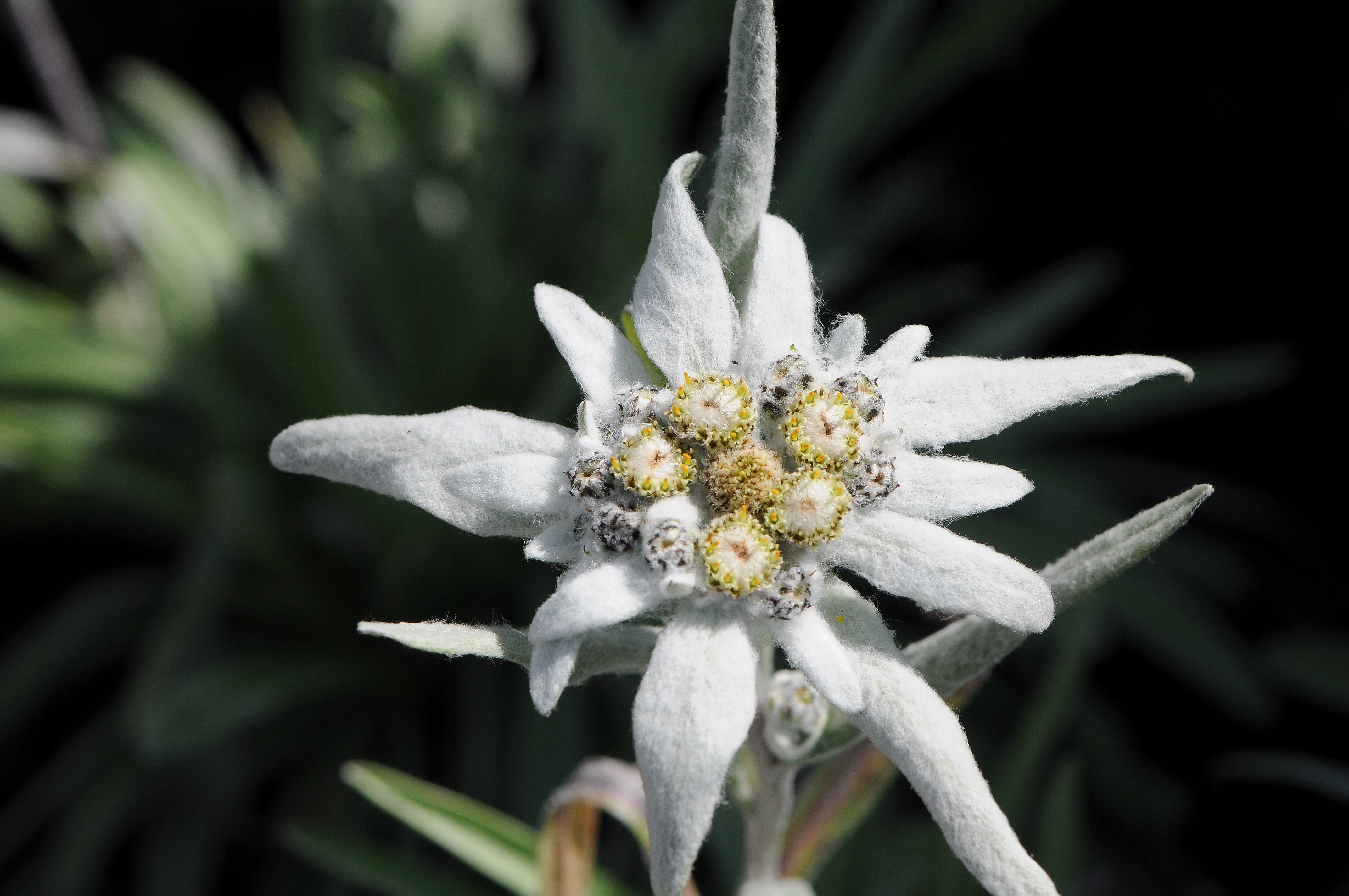
Edelweiss (Leontopodium alpinum)
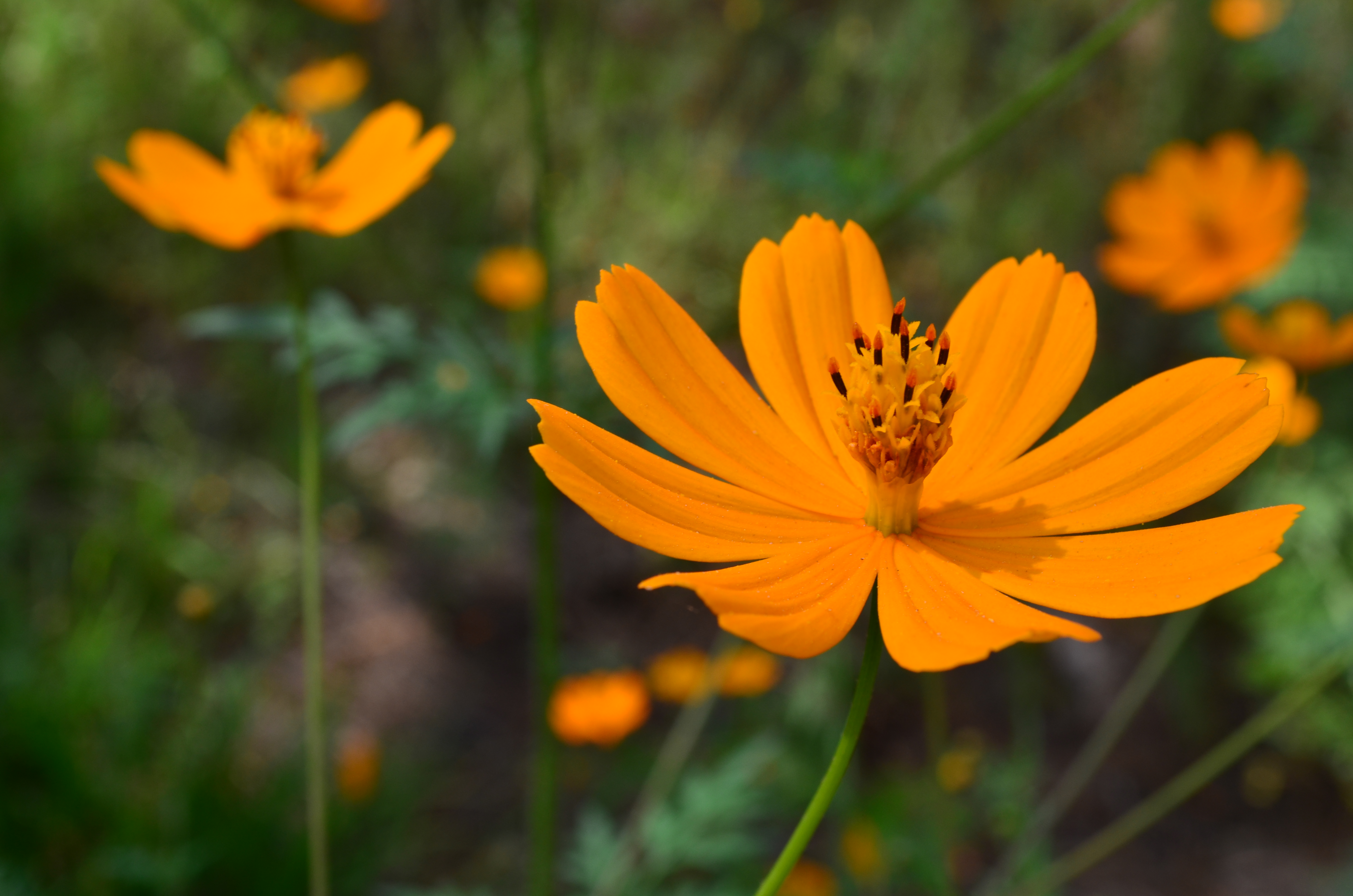
Cosmos sulfureux (Cosmos sulphureus)
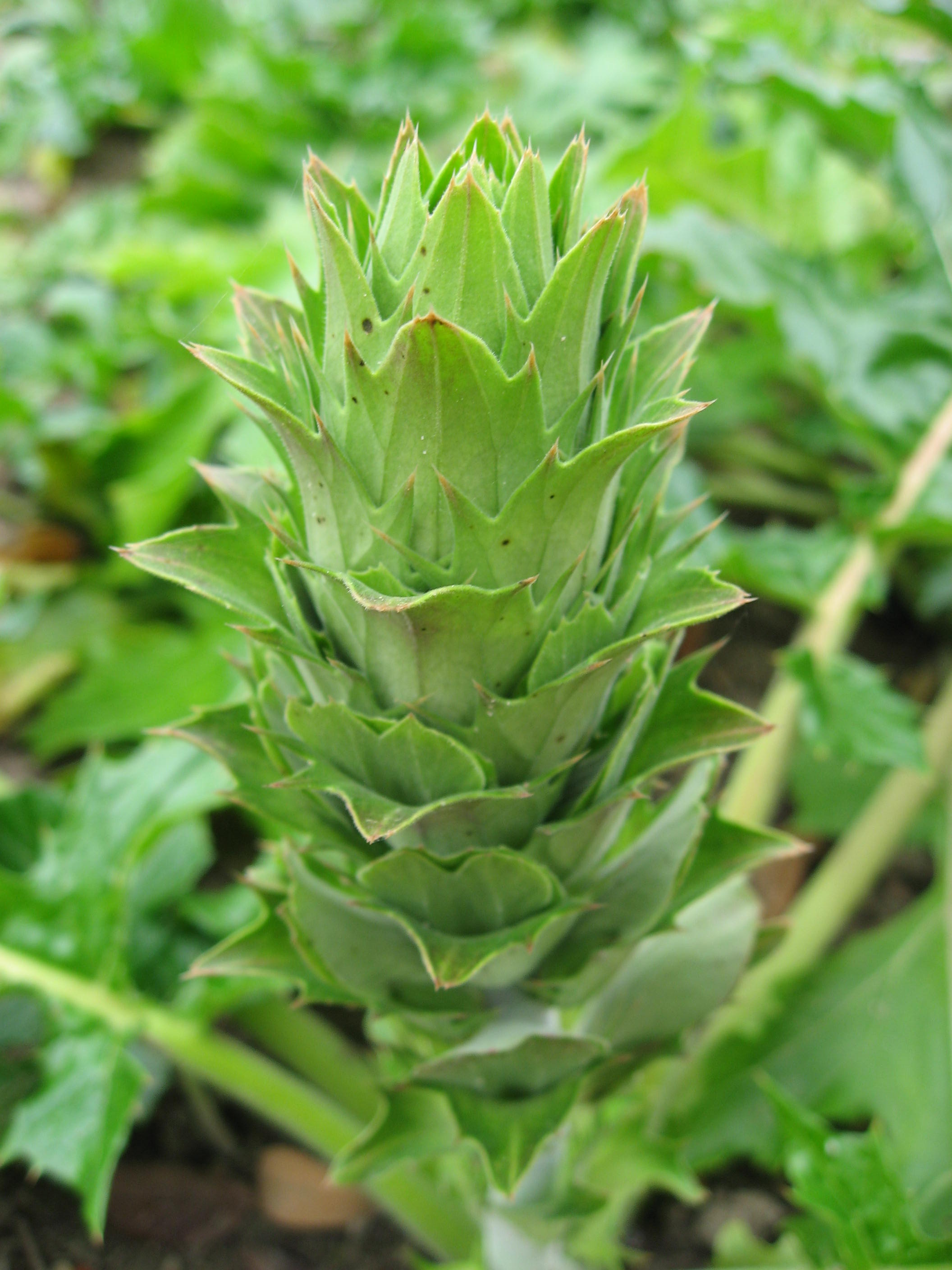
Acanthe à feuilles molles (Acanthus mollis)
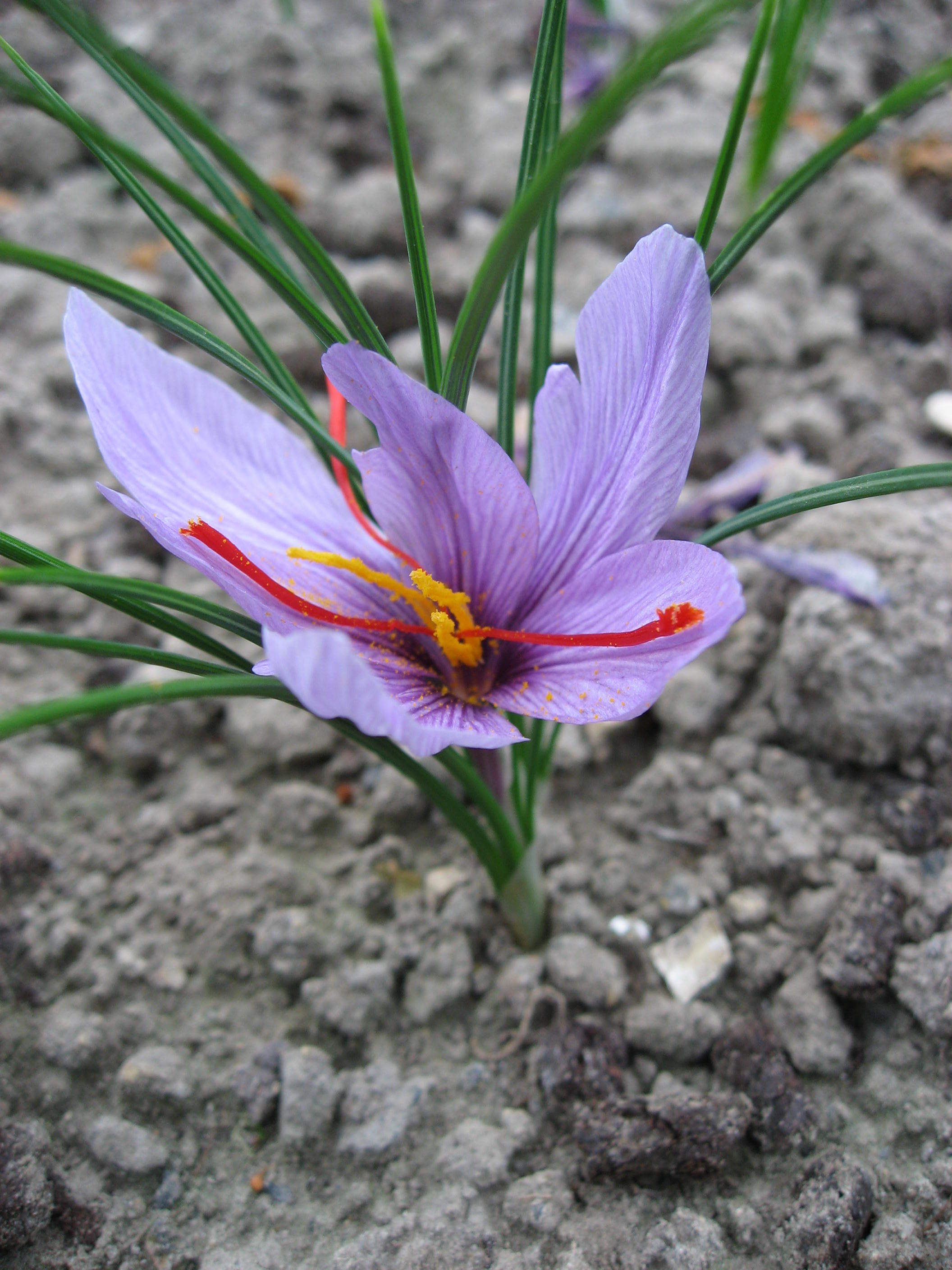
Fleur de safran (Crocus sativus)
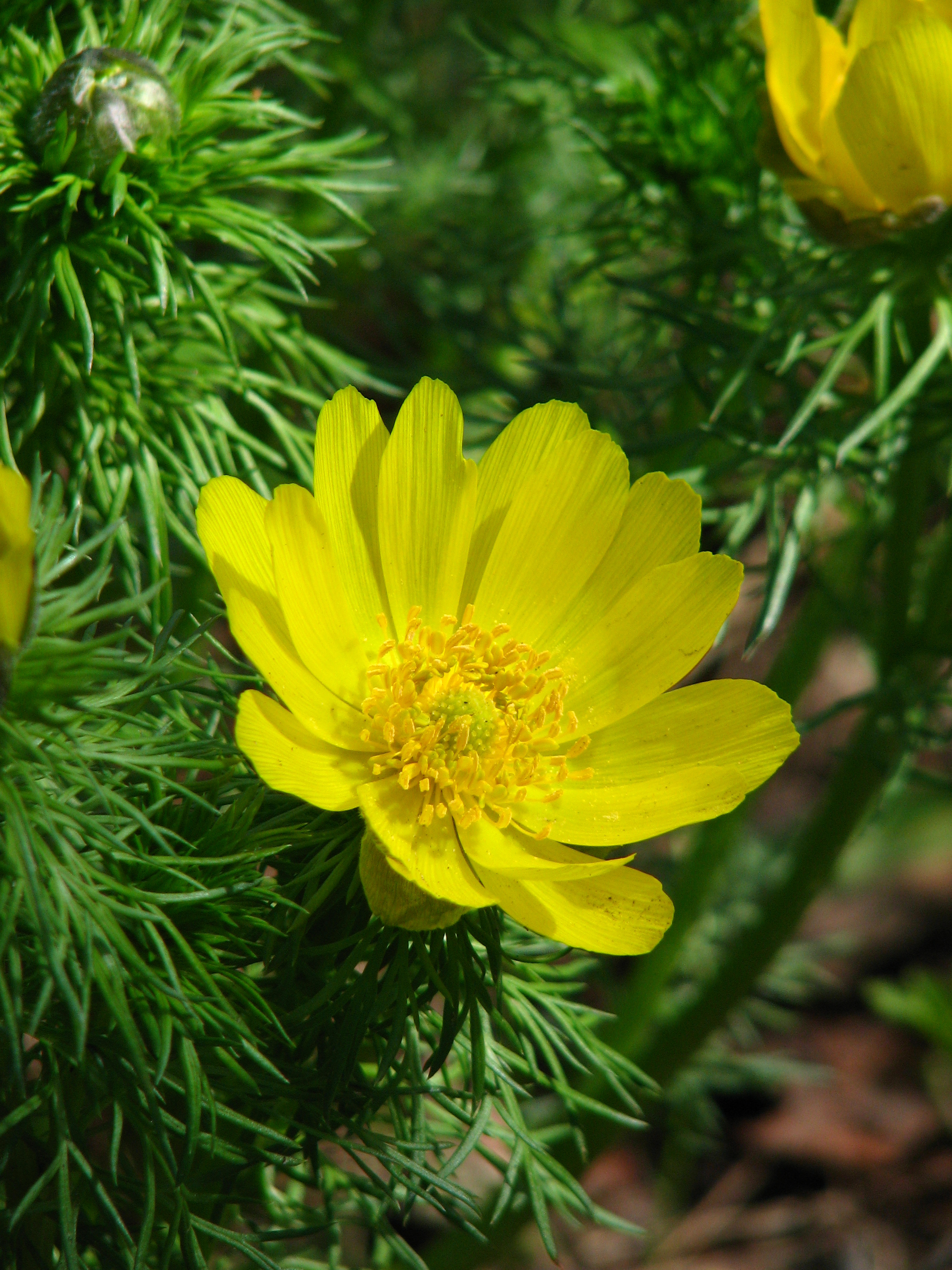
Adonis de printemps (Adonis vernalis)
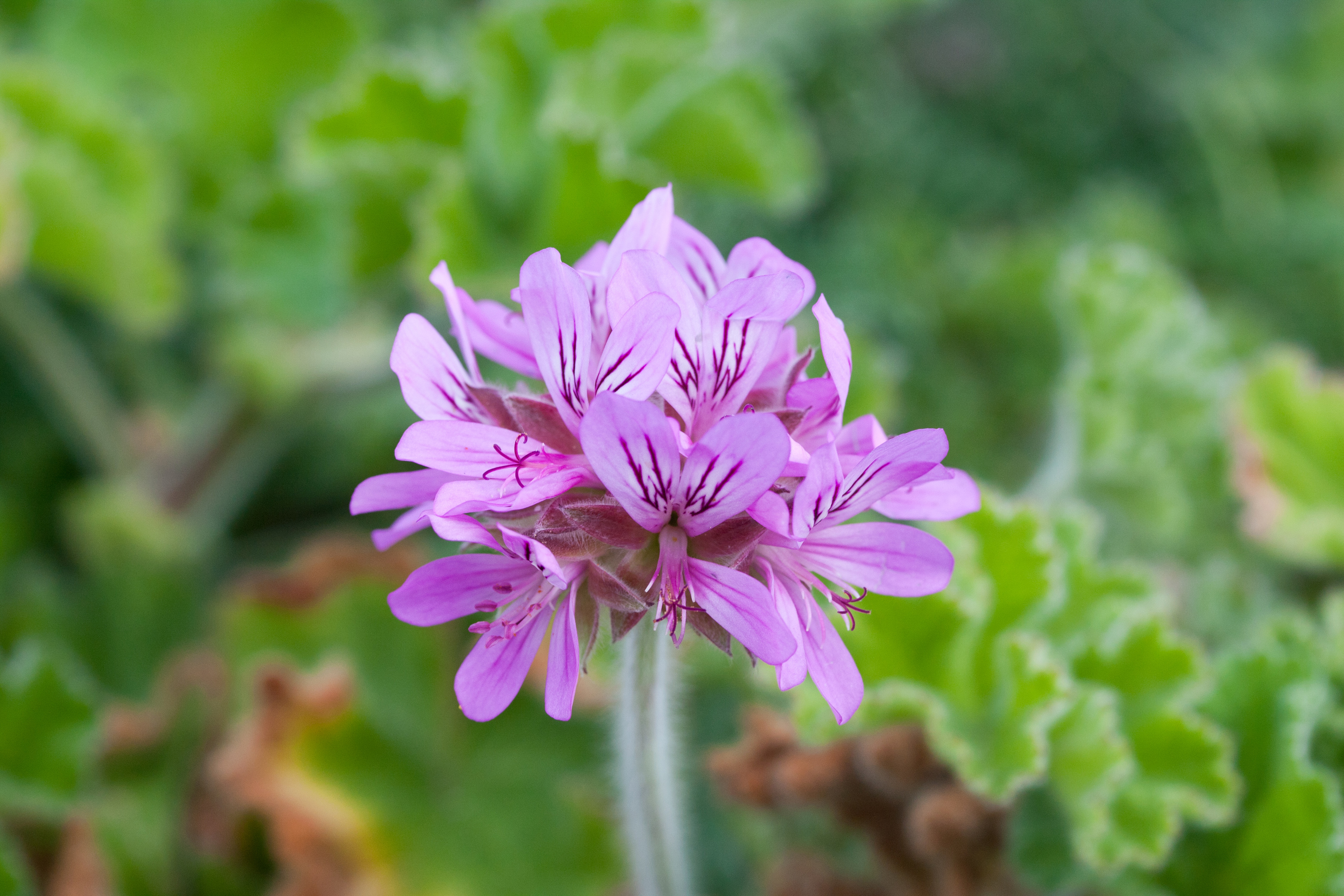
Géranium odorant (Pelargonium capitatum)

## Chiffres clé
Le Conservatoire accueille chaque année entre 10 000 et 14 000 visiteurs. Les visiteurs se répartissent en trois principales catégories :
- visiteurs libres ;
- groupes d'enfants, accueillis dans le cadre d'animations ;
- groupes d'adultes, qui suivent des visites guidées ou des ateliers.

L'équipe du Conservatoire compte environ 10 salariés.
Le Conservatoire est financé pour moitié par les pouvoirs publics : FranceAgriMer, Casdar-ITEIPMAI, DRIEE Île-de-France, Commune de Milly-la-Forêt, Conseil général de l’Essonne et Conseil régional d’Île-de-France. Le CNPMAI assure l'autofinancement de l'autre moitié de son budget grâce à la vente de semences et de plants, à l'exploitation touristique et pédagogique du site, ainsi qu'à d'autres prestations et aux cotisations de ses adhérents.